# Killers (álbum de Iron Maiden)
Killers—Asesinos— es el segundo álbum de estudio de la banda británica de heavy metal Iron Maiden, lanzado en febrero de 1981 por la compañía EMI en el Reino Unido. Este trabajo los consolidó como la banda que encabezaría el movimiento Nueva ola del heavy metal británico. 
Destaca el ingreso de Adrian Smith como guitarrista en reemplazo de Dennis Stratton. Sería el segundo y último trabajo del vocalista Paul Di'Anno quien se fue por problemas con el alcohol y drogas, para ser reemplazado por Bruce Dickinson. Fue el primer álbum a cargo de Martin Birch en la producción, quien produjo sus ocho siguientes trabajos, antes de retirarse después de Fear of the Dark en 1992.
Todas las canciones con excepción de «Murders in the Rue Morgue» y «Killers» (en coautoría con Paul Di'Anno), fueron creadas por Steve Harris en los años 70, antes del lanzamiento del disco debut, y no fueron incluidas en éste ya que no podían caber todas en un solo álbum. Luego fueron regrabadas para incorporar a Adrian Smith).
Una temprana versión de «Wrathchild» fue incluida en la compilación grabada en 1979 llamada Metal for Muthas.
La edición para Estados Unidos, que salió meses después del lanzamiento en el Reino Unido fue hecha con los sellos Capitol Records, Harvest Records y luego bajo Sanctuary Records y Columbia Records, incorporando «Twilight Zone» en el álbum.
Si bien el álbum no esta calificado como conceptual, la canción instrumental que inicia el disco es «The Ides of March», inspirada en la fecha que recuerda el asesinato de Julio César, «Murders in the Rue Morgue» en relación con Los crímenes de la calle Morgue la novela narrativa de Edgar Allan Poe y la otra instrumental «Genghis Khan», en relación con la figura del guerrero y conquistador mongol, conocido por sus sangrientas conquistas.
La canción «Prodigal Son» es un relato inspirado en Lamia, figura femenina de la mitología griega, como en la parábola bíblica del hijo pródigo, en la que un alma poseída por un demonio, pide redención por los males que ha cometido.
«Twilight Zone» y «Purgatory» que fueron los dos sencillos promocionales del disco plantean la contraparte a la muerte y tienen que ver con la trascendencia de la conciencia más allá de la vida terrenal.
Otras canciones como «Another Life», «Wrathchild», «Innocent Exile» fueron compuestas por Steve Harris a principios de los años 70, en la era Smiler y Gypsy's Kiss que fue la precuela que daría paso a Iron Maiden en 1975, y tratan acerca del cuestionamiento existencial y social, e incluso la rabia que tenían muchos jóvenes del "East End", el barrio donde vivió Harris durante su infancia y adolescencia.
«Drifter» a un ritmo de rock and roll y arenga entusiasta, hace alusión a un artista itinerante que invita a corear su canción, y cierra el disco.
«Wrathchild» también aparece en el álbum tributo Numbers from the Beast con Paul Di'Anno como vocalista, Alex Skolnick en guitarra, Chris Traynor en guitarra rítmica, Frank Bello en bajo, y Clive Burr en batería.

## Lista de canciones
| LP original (Reino Unido) |                                    |                  |          |  |
| N.º                       | Título                             | Escritor(es)     | Duración |  |
| 1.                        | «The Ides of March» (instrumental) | Harris           | 1:45     |  |
| 2.                        | «Wrathchild»                       | Harris           | 2:54     |  |
| 3.                        | «Murders in the Rue Morgue»        | Harris           | 4:19     |  |
| 4.                        | «Another Life»                     | Harris           | 3:22     |  |
| 5.                        | «Genghis Khan» (instrumental)      | Harris           | 3:06     |  |
| 6.                        | «Innocent Exile»                   | Harris           | 3:53     |  |
| 7.                        | «Killers»                          | Di'Anno / Harris | 5:01     |  |
| 8.                        | «Prodigal Son»                     | Harris           | 6:11     |  |
| 9.                        | «Purgatory»                        | Harris           | 3:20     |  |
| 10.                       | «Drifter»                          | Harris           | 4:48     |  |
| 41:19                     |                                    |                  |          |  |

| LP original (Estados Unidos) |                                    |                  |          |  |
| N.º                          | Título                             | Escritor(es)     | Duración |  |
| 1.                           | «The Ides of March» (instrumental) | Harris           | 1:45     |  |
| 2.                           | «Wrathchild»                       | Harris           | 2:54     |  |
| 3.                           | «Murders in the Rue Morgue»        | Harris           | 4:19     |  |
| 4.                           | «Another Life»                     | Harris           | 3:22     |  |
| 5.                           | «Genghis Khan» (instrumental)      | Harris           | 3:06     |  |
| 6.                           | «Innocent Exile»                   | Harris           | 3:53     |  |
| 7.                           | «Killers»                          | Di'Anno / Harris | 5:01     |  |
| 8.                           | «Twilight Zone»                    | Murray / Harris  | 2:34     |  |
| 9.                           | «Prodigal Son»                     | Harris           | 6:11     |  |
| 10.                          | «Purgatory»                        | Harris           | 3:20     |  |
| 11.                          | «Drifter»                          | Harris           | 4:48     |  |
| 43:53                        |                                    |                  |          |  |

| Edición remasterizada de 1998 |                                    |                  |          |  |
| N.º                           | Título                             | Escritor(es)     | Duración |  |
| 1.                            | «The Ides of March» (instrumental) | Harris           | 1:45     |  |
| 2.                            | «Wrathchild»                       | Harris           | 2:54     |  |
| 3.                            | «Murders in the Rue Morgue»        | Harris           | 4:19     |  |
| 4.                            | «Another Life»                     | Harris           | 3:22     |  |
| 5.                            | «Genghis Khan» (instrumental)      | Harris           | 3:06     |  |
| 6.                            | «Innocent Exile»                   | Harris           | 3:53     |  |
| 7.                            | «Killers»                          | Di'Anno / Harris | 5:01     |  |
| 8.                            | «Prodigal Son»                     | Harris           | 6:11     |  |
| 9.                            | «Purgatory»                        | Harris           | 3:20     |  |
| 10.                           | «Twilight Zone»                    | Murray / Harris  | 2:34     |  |
| 11.                           | «Drifter»                          | Harris           | 4:48     |  |
| 43:53                         |                                    |                  |          |  |

## Integrantes
- Steve Harris. Bajista.
- Paul Di'Anno. Vocalista.
- Dave Murray. Guitarrista.
- Adrian Smith. Guitarrista.
- Clive Burr. Baterista.